# Colli di Rimini Rebola secco
Il Colli di Rimini Rebola secco è un vino DOC la cui produzione è consentita nella provincia di Rimini.

## Caratteristiche organolettiche
- colore: dal paglierino chiaro al lievemente dorato
- odore: caratteristico, delicato, fruttato
- sapore: asciutto, armonico, di caratteristica morbidezza

## Produzione
Provincia, stagione, volume in ettolitri
- nessun dato disponibile